# Liste der Bodendenkmäler in Frauenau
Auf dieser Seite sind die Bodendenkmäler in der niederbayerischen Gemeinde Frauenau zusammengestellt. Diese Tabelle ist eine Teilliste der Liste der Bodendenkmäler in Bayern. Grundlage ist die Bayerische Denkmalliste, die auf Basis des Bayerischen Denkmalschutzgesetzes vom 1. Oktober 1973 erstmals erstellt wurde und seither durch das Bayerische Landesamt für Denkmalpflege geführt wird. Die folgenden Angaben ersetzen nicht die rechtsverbindliche Auskunft der Denkmalschutzbehörde.

## Bodendenkmäler in Frauenau
| Lage       | Objekt                                                                                  | Akten-Nr.     | Bild |
| ---------- | --------------------------------------------------------------------------------------- | ------------- | ---- |
| (Standort) | Untertägige Befunde der frühen Neuzeit im Bereich der abgegangenen Glashütte Regen      | D-2-6945-0006 |      |
| (Standort) | Spätmittelalterlich-frühneuzeitliches Goldseifenhügelfeld.                              | D-2-6945-0061 |      |
| (Standort) | Spätmittelalterlich-frühneuzeitliches Goldseifenhügelfeld.                              | D-2-6945-0062 |      |
| (Standort) | Untertägige Befunde der frühen Neuzeit im Bereich der abgegangenen Glashütte Althütte   | D-2-7045-0008 |      |
| (Standort) | Untertägige Befunde der frühen Neuzeit im Bereich der abgegangenen Glashütte            | D-2-7045-0009 |      |
| (Standort) | Untertägige Befunde und Funde der frühen Neuzeit im Bereich der abgegangenen Glashütte  | D-2-7045-0010 |      |
| (Standort) | Untertägige Befunde des Mittelalters und der frühen Neuzeit im Bereich der Kath. Kirche | D-2-7045-0064 |      |
| (Standort) | Untertägige Befunde der frühen Neuzeit im Bereich der Wüstung Glaserhäuser.             | D-2-7045-0065 |      |
| (Standort) | Frühneuzeitliche Wüstung „Puchermühle“.                                                 | D-2-7045-0066 |      |
| (Standort) | Untertägige Befunde und Funde der frühen Neuzeit im Bereich der Ortskapelle             | D-2-7045-0068 |      |